# Giovanni Lilliu
Giovanni Lilliu (Barumini, 13 de març de 1914 - Càller, 19 de febrer de 2012) fou un arqueòleg i historiador sard. Es llicencià en filosofia i lletres a Roma, i s'especialitzà en arqueologia. Fou professor numerari d'arqueologia sarda a la Universitat de Càller i degà de la Facultat de Lletres de la mateixa Universitat.

## Biografia
Membre corresponent de l'Institut d'Estudis Catalans des del 1973, ha fundat la Scuola di Specializzazione di Studi Sardi de la Universitat de Càller. També fou director de les Oficines d'Antiguitats de Sardenya. També ha estat diputat provincial i conseller regional de l'illa de Sardenya.
Els seus estudis s'han centrat principalment en l'arqueologia sarda, i s'han fonamentat en les excavacions que ha dut a terme, especialment en les realitzades a Barúmini: Su Nuraxi (Cultura dels nurags). S'ha interessat també per l'arqueologia prehistòrica i protohistòrica mediterrània, i ha prestat especial atenció a l'arqueologia de les illes Balears, de Còrsega i de Malta. A Mallorca va dirigir l'excavació del poblat talaiòtic de ses Païsses, Artà, a finals dels anys 50 del segle passat. Les excavacions s'iniciaren el 1959 i se’n feren quatre campanyes, entre 1959 i 1963 amb l'objectiu de determinar l'evolució cronològica en profunditat de la cultura Talaiòtica. Lilliu va excavar el talaiot central, algunes habitacions adjacents i altres edificis del poblat. Per aquesta tasca, el novembre del 2008, es donà l'inici de l'expedient per concedir a Giovanni Lilliu la Medalla d'or d'Artà.

## Obres
- "I nuraghi della Sardegna" Arxivat 2014-11-06 a Wayback Machine. su "le vie d'Italia" 1953
- La civiltà dei Sardi dal Neolitico all'età dei Nuraghi, Torino 1963.
- Sculture della Sardegna nuragica, Cagliari 1966. ISBN 978-88-6202-027-5
- La civiltà nuragica, Sassari 1982.
- Cultura e culture, Sassari 1995
- Arte e religione della Sardegna prenuragica, Sassari 1999 Arxivat 2013-01-24 a Wayback Machine.. ISBN 978-88-7138-175-6
- La costante resistenziale sarda "Nuoro" (2002) Arxivat 2013-01-24 a Wayback Machine. ISBN 978-88-87825-42-8
- La civiltà dei Sardi dal Paleolitico all'età dei Nuraghi "Nuoro" 2003- ISBN 978-88-86109-73-4
- La civiltà dei Sardi dal Neolitico all'età dei Nuraghi "Nuoro" 2004
- I nuraghi. Torri preistoriche di Sardegna "Nuoro" Arxivat 2013-09-23 a Wayback Machine. 2005 ISBN 978-88-89188-53-8
- Sardegna Nuragica "Nuoro" Arxivat 2012-03-03 a Wayback Machine. 2006 ISBN 978-88-89801-78-9
- Sardegna e Mediterraneo negli scritti di Giovanni Lilliu : vol.1 Arxivat 2021-04-11 a Wayback Machine. 2008
- Sardegna e Mediterraneo negli scritti di Giovanni Lilliu : vol.2 Arxivat 2022-03-07 a Wayback Machine. 2008
- Sardegna e Mediterraneo negli scritti di Giovanni Lilliu : vol.3 Arxivat 2021-05-13 a Wayback Machine. 2008
- Sardegna e Mediterraneo negli scritti di Giovanni Lilliu : vol.4 Arxivat 2021-08-31 a Wayback Machine. 2008
- Sardegna e Mediterraneo negli scritti di Giovanni Lilliu : vol.5 Arxivat 2022-03-07 a Wayback Machine. 2008
- Sardegna e Mediterraneo negli scritti di Giovanni Lilliu : vol.6 Arxivat 2022-03-07 a Wayback Machine. 2008